# オーバーラップWEB小説大賞
オーバーラップWEB小説大賞（おーばーらっぷうぇぶしょうせつたいしょう）は、オーバーラップと小説投稿サイト「小説家になろう」が共同開催しているライトノベルの文学賞である。旧名は「オーバーラップ文庫WEB小説大賞」。

## 概要
第1回と第2回はオーバーラップ文庫と小説家になろうの合同企画「オーバーラップ文庫WEB小説大賞」として開催され、異世界を舞台とした作品を募集していた。第3回からは「オーバーラップWEB小説大賞」という現在の名称に変更され、オーバーラップノベルスも共催となった。当初は10代後半から20代の男性読者をターゲットとしたエンターテインメント作品を中心に募集していた。第1回は「異世界×女の子いっぱい」というテーマであった。第2回は「異世界×バトル」というテーマであった。第3回からは「日本語で書かれていること」「オリジナル作品であること」「応募締切時点までに本文が10万文字以上であること」の3点が条件に加えられた代わりに、ジャンルが不問となり、読者賞も廃止となった。第4回からは対象年齢の制限が廃止された。第6回からは男性向け作品部門と女性向け作品部門が追加された。第7回からは前後期制となった。第8回から再度男性向け作品部門と女性向け作品部門の区別がなくなった。

## 受賞作品一覧
作品名にリンクがあるのは書籍化済み。（）内は改題。
| 回（年）             | 賞               | 賞     | 作品名 | 作者名                | 出典                        |
| -------------------- | ---------------- | ------ | --- | --------------------- | --------------------------- |
| 第1回 （2014年）     | 大賞             | 大賞   | リーングラードの学び舎より | いえこけい            | [ 9 ] [ 10 ]                |
| 第1回 （2014年）     | 金賞             | 金賞   | 聖樹の国の禁呪使い | 篠崎芳                | [ 9 ] [ 10 ]                |
| 第1回 （2014年）     | 銀賞             | 銀賞   | 聖贄女のユニコーン （かくて聖獣（）は乙女と謳う） | 陸理明                | [ 9 ] [ 10 ]                |
| 第1回 （2014年）     | 銀賞             | 銀賞   | 魔剣戦記〜異界の軍師乱世を行く〜 （魔剣戦記） | 藍藤♂ （藍藤ユウ）    | [ 9 ] [ 10 ]                |
| 第1回 （2014年）     | 読者賞           | 読者賞 | 異世界混浴物語 | 日々花長春            | [ 9 ] [ 10 ]                |
| 第2回 （2015年）     | 大賞             | 大賞   | 蘇りの魔王 | 丘/丘野 優 （丘野優） | [ 11 ] [ 12 ]               |
| 第2回 （2015年）     | 金賞             | 金賞   | ワールド・ティーチャー -異世界式教育エージェント- | ネコ光一              | [ 11 ] [ 12 ]               |
| 第2回 （2015年）     | 銀賞             | 銀賞   | 転生!異世界より愛をこめて | 弁当箱                | [ 11 ] [ 12 ]               |
| 第2回 （2015年）     | 読者賞           | 読者賞 | 独りが好きな回復職 | 昼熊                  | [ 11 ] [ 12 ]               |
| 第3回 （2016年）     | 銀賞             | 銀賞   | 聖女の回復魔法がどう見ても俺の劣化版な件について。 | きなこ軍曹            | [ 13 ] [ 14 ]               |
| 第4回 （2017年）     | 大賞             | 大賞   | 外れスキル【地図化】を手にした俺は、最強パーティーと共にダンジョンに挑む | 鴨野うどん            | [ 15 ] [ 16 ] [ 17 ] [ 18 ] |
| 第4回 （2017年）     | 金賞             | 金賞   | 景品として異世界転生したら捨てられたので好きに生きようと思う | しろいるか            | [ 15 ] [ 16 ] [ 17 ] [ 18 ] |
| 第4回 （2017年）     | 金賞             | 金賞   | 勘当されたけど伝説の狐巫女がいる! （英雄覇道の狐巫女） | 岩山駆                | [ 15 ] [ 16 ] [ 17 ] [ 18 ] |
| 第4回 （2017年）     | 銀賞             | 銀賞   | 影の使い手 | 葬儀屋                | [ 15 ] [ 16 ] [ 17 ] [ 18 ] |
| 第4回 （2017年）     | 銀賞             | 銀賞   | インスタント・メサイア | 田山翔太              | [ 15 ] [ 16 ] [ 17 ] [ 18 ] |
| 第4回 （2017年）     | 銀賞             | 銀賞   | 死神に育てられた少女は漆黒の剣を胸に抱く | 彩峰舞人              | [ 15 ] [ 16 ] [ 17 ] [ 18 ] |
| 第5回 （2018年）     | 金賞             | 金賞   | 女神サマのお願い （信者ゼロの女神サマと始める異世界攻略） | 大崎アイル            | [ 5 ] [ 19 ]                |
| 第5回 （2018年）     | 金賞             | 金賞   | 戦国歴史ファンタジー! 天運が燃え尽きるはずだった織田信長をタイムスリップで本能寺から救った俺は命の恩人? チートスキルは否定されちゃいました。〜異世界転移が中世ヨーロッパとは限らない〜 （本能寺から始める信長との天下統一）                                | 常陸之介寛浩          | [ 5 ] [ 19 ]                |
| 第5回 （2018年）     | 銀賞             | 銀賞   | ハンパない商業スキルで異世界流浪の美味しい旅しようと思ったら、繋がってたのはブラックマーケットでした （スキル『市場』で異世界から繋がったのは地球のブラックマーケットでした）                                                                              | 石和¥                 | [ 5 ] [ 19 ]                |
| 第5回 （2018年）     | 銀賞             | 銀賞   | そのエルフは世界樹に呪われています。ご飯をあげると離れません。ついでに土下座はプロ級です （そのエルフさんは世界樹に呪われています。） | ぷぺんぱぷ            | [ 5 ] [ 19 ]                |
| 第5回 （2018年）     | 銀賞             | 銀賞   | 女大好き、前代未聞のクズ王子〜実は輪廻転生した元七大魔王の一人〜 （女好き、クズ王子〜転生魔王のハーレム英雄譚〜） | 葉月                  | [ 5 ] [ 19 ]                |
| 第5回 （2018年）     | 奨励賞           | 奨励賞 | 女だから、とパーティを追放された魔導師は腹いせにレベルMAX魔法剣士に転職して伝説の魔女と最強パーティを組みました （女だから、とパーティを追放されたので伝説の魔女と最強タッグを組みました）                                                                 | 蛙田あめこ            | [ 5 ] [ 19 ]                |
| 第5回 （2018年）     | 奨励賞           | 奨励賞 | 大魔法師の息子〜名家を追放された少年はいずれ世界に名を轟かせる英雄となる〜 （大魔法師の息子） | 大菩薩                | [ 5 ] [ 19 ]                |
| 第5回 （2018年）     | 奨励賞           | 奨励賞 | 変質者と壊れた美女たちの人智を超えた日常 〜ダンジョンも穴なんだよな〜 （壊れた美少女たちと《変質者》の人智を超えた日常 〜ダンジョンも穴なんだよな〜） | 猫村あきら            | [ 5 ] [ 19 ]                |
| 第5回 （2018年）     | 奨励賞           | 奨励賞 | デレ度ゼロの妹を、本来あるべきお兄様デレデレ状態に改造する計画 | 遠野空                | [ 5 ] [ 19 ]                |
| 第6回 （2020年）     | 男性向け作品部門 | 大賞   | 黒鳶の聖者 〜追放された回復術士は、有り余る魔力で闇魔法を極める〜 | まさみティー          | [ 6 ] [ 20 ]                |
| 第6回 （2020年）     | 男性向け作品部門 | 金賞   | Doggy House Hound | ポチ吉                | [ 6 ] [ 20 ]                |
| 第6回 （2020年）     | 男性向け作品部門 | 銀賞   | 鑑定魔法でアイテムせどり 〜アラサー、掘り出しアイテムで奮闘中〜 | 上谷岩清              | [ 6 ] [ 20 ]                |
| 第6回 （2020年）     | 女性向け作品部門 | 大賞   | 従弟の尻拭いをさせられる羽目になった （ルベリア王国物語 〜従弟の尻拭いをさせられる羽目になった〜） | 紫音                  | [ 6 ] [ 20 ]                |
| 第6回 （2020年）     | 女性向け作品部門 | 金賞   | フェンリル騎士隊のたぐいまれなるモフモフ事情 〜異動先の上司が犬でした〜 | 江本マシメサ          | [ 6 ] [ 20 ]                |
| 第7回前期 （2021年） | 男性向け作品部門 | 金賞   | 大人気アイドルなクラスメイトに懐かれた、一生働きたくない俺 （一生働きたくない俺が、クラスメイトの大人気アイドルに懐かれたら） | 岸本和葉              | [ 7 ] [ 21 ] [ 22 ] [ 23 ]  |
| 第7回前期 （2021年） | 男性向け作品部門 | 金賞   | 現代ダンジョンライフの続きは異世界オープンワールドで!〜強欲冒険者はメインクエスト（BADエンド）をぶちのめし冒険者とパン屋をやりつつ現代オタク知識を活用して欲望のままに冒険都市で成り上がります〜 （現代ダンジョンライフの続きは異世界オープンワールドで!） | しば犬部隊            | [ 7 ] [ 21 ] [ 22 ] [ 23 ]  |
| 第7回前期 （2021年） | 男性向け作品部門 | 銀賞   | 寝取られてビッチになった幼馴染の娘も見事ギャルビッチになりました……だけど物凄く癒されます | 車馬超                | [ 7 ] [ 21 ] [ 22 ] [ 23 ]  |
| 第7回前期 （2021年） | 男性向け作品部門 | 銀賞   | バズれアリス | 富士伸太              | [ 7 ] [ 21 ] [ 22 ] [ 23 ]  |
| 第7回前期 （2021年） | 女性向け作品部門 | 大賞   | 婚約破棄された令嬢は、帝国の皇帝殿下と結ばれる〜旦那様がド正論でやり返してくださるので、すっかり心の傷が癒えました〜 （婚約破棄された崖っぷち令嬢は、帝国の皇弟殿下と結ばれる）                                                                            | 参谷しのぶ            | [ 7 ] [ 21 ] [ 22 ] [ 23 ]  |
| 第7回前期 （2021年） | 女性向け作品部門 | 銀賞   | 愛され聖女ヒロインに転生したら女誑しだったはずの攻略対象にめちゃくちゃ推されてるんですけど!? （愛され聖女は闇堕ち悪役を救いたい） | 稲井田そう            | [ 7 ] [ 21 ] [ 22 ] [ 23 ]  |
| 第7回後期 （2022年） | 男性向け作品部門 | 銀賞   | 凡人探索者のたのしい現代ダンジョンライフ〜TIPS€ 俺だけダンジョン攻略のヒントが聞こえるのに難易度がハードモード過ぎる件について〜 （凡人探索者のたのしい現代ダンジョンライフ）                                                                              | しば犬部隊            | [ 7 ] [ 24 ] [ 25 ] [ 26 ]  |
| 第7回後期 （2022年） | 女性向け作品部門 | 金賞   | 暁の魔女は自由に生きたい 〜魔王討伐を終えたので、のんびりお店を開きます〜 （暁の魔女レイシーは自由に生きたい 〜魔王討伐を終えたので、のんびりお店を開きます〜）                                                                                            | 雨傘ヒョウゴ          | [ 7 ] [ 24 ] [ 25 ] [ 26 ]  |
| 第7回後期 （2022年） | 女性向け作品部門 | 銀賞   | 勘違い結婚〜ご所望は妹の方ですよね?〜 （勘違い結婚 偽りの花嫁のはずが、なぜか竜王陛下に溺愛されてます!?） | 森下りんご            | [ 7 ] [ 24 ] [ 25 ] [ 26 ]  |
| 第8回前期 （2022年） | 金賞             | 金賞   | 生贄姫の幸福 （生贄姫の幸福 〜孤独な贄の少女は、魔物の王の花嫁となる〜） | 雨咲はな              | [ 8 ] [ 27 ] [ 28 ]         |
| 第8回前期 （2022年） | 金賞             | 金賞   | 灰の世界は『神の眼』で彩づく （灰の世界は神の眼で彩づく 〜俺だけ見えるステータスで、最弱から最強へ駆け上がる〜） | KAZU                  | [ 8 ] [ 27 ] [ 28 ]         |
| 第8回前期 （2022年） | 銀賞             | 銀賞   | ドロップアウトからの再就職先は、完全無欠のブラックでした （ドロップアウトからの再就職先は、異世界の最強騎士団でした 訳ありヴァイオリニスト、魔力回復役になる）                                                                                             | 東吉乃                | [ 8 ] [ 27 ] [ 28 ]         |
| 第8回前期 （2022年） | 銀賞             | 銀賞   | 現役JKアイドルさんは暇人の俺に興味があるらしい。 | 星野星野              | [ 8 ] [ 27 ] [ 28 ]         |
| 第8回前期 （2022年） | 銀賞             | 銀賞   | お前は強過ぎたと言われて仲間に裏切られた『元Sランク冒険者』の村人は、田舎でゆっくりスローライフを送りたい （お前は強過ぎたと仲間に裏切られた「元Sランク冒険者」は、田舎でスローライフを送りたい）                                                          | ラストシンデレラ      | [ 8 ] [ 27 ] [ 28 ]         |
| 第8回後期 （2022年） | 金賞             | 金賞   | （仮）アルドの異世界転生 （アルドの異世界転生） | ばうお                | [ 8 ] [ 29 ] [ 30 ]         |
| 第8回後期 （2022年） | 銀賞             | 銀賞   | キモオタモブ傭兵は、身の程を弁（）える | 土竜                  | [ 8 ] [ 29 ] [ 30 ]         |
| 第8回後期 （2022年） | 銀賞             | 銀賞   | 幼馴染たちが人気アイドルになった〜甘々な彼女たちは俺に貢いでくれている〜 | くろねこどらごん      | [ 8 ] [ 29 ] [ 30 ]         |
| 第8回後期 （2022年） | 銀賞             | 銀賞   | 最強の剣聖、美少女メイドに転生し箒で無双する | 三日月猫              | [ 8 ] [ 29 ] [ 30 ]         |
| 第9回前期 （2023年） | 金賞             | 金賞   | 悪役令嬢はしゃべりません | 由畝啓                | [ 31 ] [ 32 ] [ 33 ]        |
| 第9回前期 （2023年） | 銀賞             | 銀賞   | 天下の大悪人に転生した少年、人たらしの大英雄になる -傾国の美少女たちと、英雄軍団を作ります- （天下の大悪人に転生した少年、人たらしの大英雄になる 〜傾国の美少女たちと英雄軍団を作ります〜）                                                                | 千月さかき            | [ 31 ] [ 32 ] [ 33 ]        |
| 第9回前期 （2023年） | 銀賞             | 銀賞   | 無職は今日も今日とて迷宮に潜る | ハマ                  | [ 31 ] [ 32 ] [ 33 ]        |
| 第9回後期 （2023年） | 金賞             | 金賞   | 自分をSSS級だと思い込んでいるC級魔術学生 | nkmr                  | [ 34 ] [ 35 ] [ 36 ]        |
| 第9回後期 （2023年） | 銀賞             | 銀賞   | 愛娘のダンジョン配信を陰で支えていた無自覚最強パパ、ドラゴンを素手で始末する様子がうっかり流出してしまい猛烈にバズる | なっくる              | [ 34 ] [ 35 ] [ 36 ]        |
| 第9回後期 （2023年） | 銀賞             | 銀賞   | 残念令嬢パトリシアの逆襲 〜メタボ令嬢がガチ筋トレに励んだら、過去に婚約を断って来た殿方たちが、なぜかやたらと絡んできます〜 | 円夢                  | [ 34 ] [ 35 ] [ 36 ]        |
| 第9回後期 （2023年） | 銀賞             | 銀賞   | 捨てられ転生幼女はもふもふ達の通訳係 | はにかえむ            | [ 34 ] [ 35 ] [ 36 ]        |